# Borsudzyny
Borsudzyny – potok, lewostronny dopływ Roztoczanki (Wielkiej Roztoki).

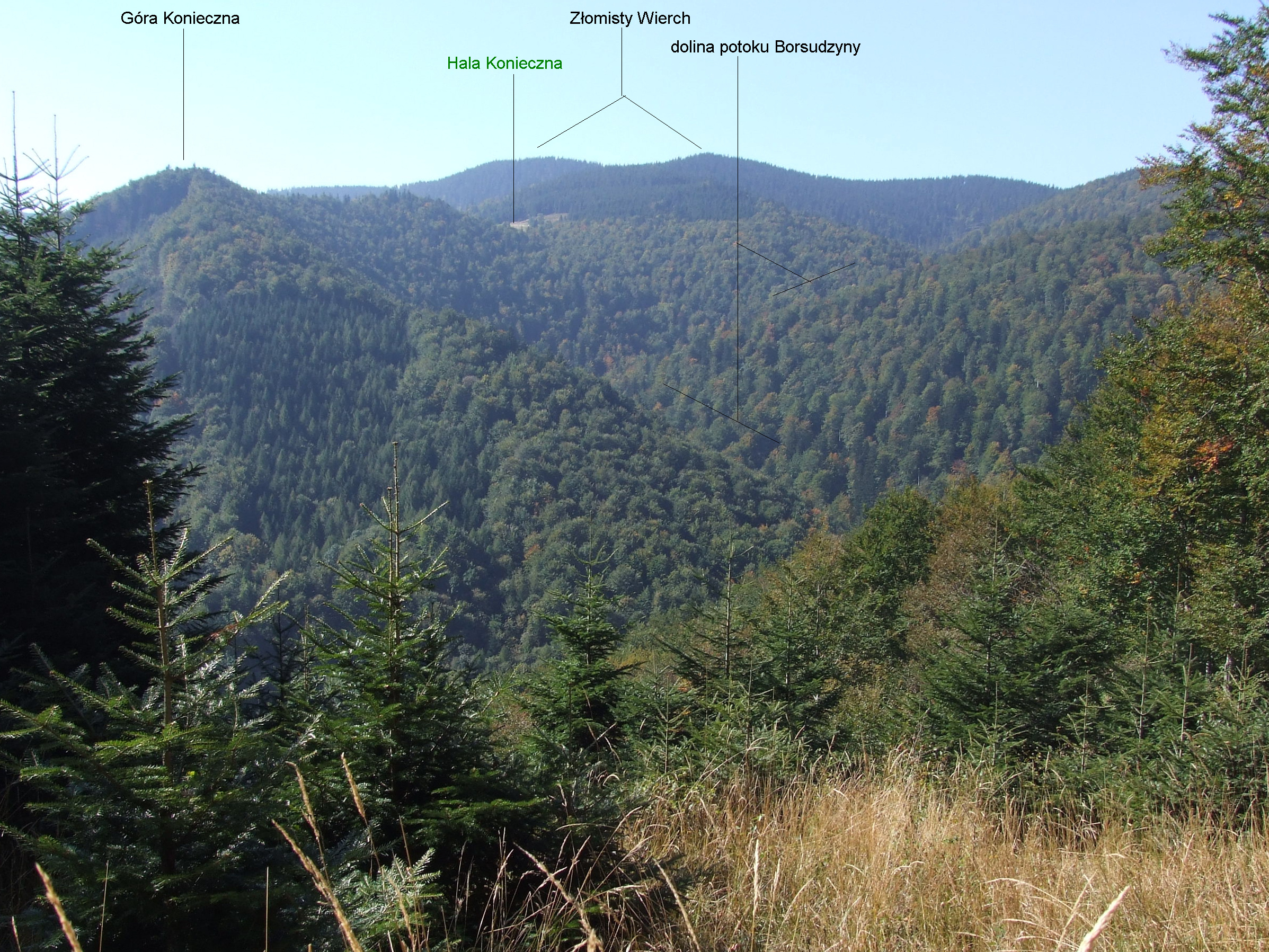
Dolina potoku Borsudzyny. Widok z Wdżarów Wyżnych

Potok płynie w Paśmie Radziejowej w Beskidzie Sądeckim. Jego źródła znajdują się na wysokości około 1150 m pod północnymi stokami Złomistego Wierchu Północnego i Wielkiej Prehyby. Spływa krętą, głęboką i całkowicie porośniętą lasem doliną. Na wysokości 598 m, u podnóży Góry Koniecznej, Wdżarów Wyżnych i Magorzycy łączy się z Potokiem Średnim. Dolina Borsudzyn oddziela północno-wschodni grzbiet Wielkiej Prehyby od północno-wschodniego grzbietu Złomiskowego Wierchu zakończonego wierzchołkiem Góry Koniecznej. Cały jego bieg i cała zlewnia znajduje się na obszarze Popradzkiego Parku Krajobrazowego, w granicach wsi Roztoka Ryterska w województwie małopolskim, w powiecie nowosądeckim, w gminie Rytro.
Na mapie turystycznej ma nazwę potok Szczecina i jest to nazwa przeniesiona z nazwy lasu Szczecina na wschodnich stokach grzbietu Wielkiej Prehyby.